# Doromou
Doromou est un village de Guinée faisant partie de la préfecture de Lola. Il est situé en Guinée forestière, proche du versant Nord-Est du mont Nimba et du point de jonction des frontières ivoirienne, guinéenne et libérienne.

## Culture
Doromou appartient à la zone culturelle des Guerzé -kono. Il a longtemps été le centre religieux des villages environnants et reste aujourd'hui un centre spirituel important.

## Histoire

### Les origines
Doromou fut fondé au XVIIe siècle par deux frères, Gboto et Fanyara aidés par leurs neveux, Dounamo et M'Gbalo.  Cette famille arrivait du côté Sud du mont Nimba et a été parmi les premières à s'installer près du versant Est du mont Nimba.

## Origine du nom
Doromou s'appelait à l'origine Gbotota, du nom du frère aîné, puis le village emprunta son nom à l'arbre Baphia nitida appelé en langue Kono Doro.
Ce fut rapidement un village influent de la région, dont la chefferie restait parmi les fils des deux frères fondateurs.  
Au début, c'était aussi le lieu du grand marché pour les villages des alentours mais il fut décidé au XVIIIe siècle de déplacer le grand marché à N'Zo afin de préserver le village de l'affluence croissante des commerçants.

### La lutte anticoloniale
À la fin du XIXe siècle, les chefs de Doromou furent les alliés de Samory Touré et lui apportèrent un soutien logistique important dans sa lutte contre les colons. Ce n'est qu'après que celui-ci eut été capturé en 1896 que Doromou dut subir une domination étrangère.
Entre 1907 et 1910, les colons français installèrent un poste de douane à N'Zo, un campement militaire à Youwona et un poste militaire à Guéasso.  Ils essayèrent de pacifier la région en confisquant les armes à feu.
Ils durent alors faire face à une résistance dans toute la région forestière. 
La bataille de Thuo, où les Manons arrêtèrent les colons et tuèrent un capitaine, fixa la frontière avec la Liberia. D'autre part des exécutions sommaires de nombreux notables régionaux dont des membres important de Doromou, eurent lieu à Théassou et Bossou en juin 1911.

## Politique
Dès la création du Rassemblement démocratique africain (RDA) à Bamako en 1946 et du Bloc Africain de Guinée (BAG), Doromou a été partagé entre les deux camps.

## Économie
Le village de Doromou est situé sur des terres agricoles très fertiles à la végétation luxuriante. Le sous-sol est riche en minerai, en particulier du fer. La proximité de la réserve naturelle intégrale du Mont Nimba référencée au patrimoine mondial par l'UNESCO, en font aussi un lieu à fort potentiel touristique.

## Personnalité liée au village
- Mamadou Flomo
- René Soukana